# 文學ト云フ事
『文學ト云フ事』（ぶんがくということ）は、フジテレビの深夜帯（JOCX-TV2）で1994年4月12日から10月4日まで放送された番組である。キャッチコピーは、「この番組は文學を読むための壮大な予告編である。」。

## 番組概要
毎回、日本の文学作品を一つ採り上げてその作品の映画の予告編を模した映像作品を放映し、「文學ノ予告人」や「先生」がその作品について詳しく解説するというものである。時折、番組に寄せられた感想文や今までの予告編を再び紹介する「読書感想文スペシャル」も放送された。また、番組で採り上げられた作品は放送の翌日に書店で売り切れになってしまい、書籍業界でも有名になった。
各回のエンディングでは、文學ノ予告人が「『○○○○（作品名）』、読みたくなりましたか？　解禁。『○○○○』、解禁です。」と言って、視聴者に読書の許可を与えて締めた。最終回のエンディングでは、スペシャルの予告人・井出薫が「解禁です。全ての文學作品を解禁します。今日から好きな文學を好きなだけ読みましょう。――『文學ト云フ事』。この番組は文學を読むための壮大な予告編である。」と締めくくった。 
当初は『Kの昇天』（梶井基次郎の同名の小説からと思われる）と言うタイトルだったが、意味不明なタイトルの時代は終わったというプロデューサーの言葉から現在のタイトルへと決定した。

## イメージモデル
- 井出薫

## 文學ノ予告人
- 柄本明 - 第1、2回
- 鈴木清順 - 第3、4、14回
- 森本レオ - 第5、6、11、12回
- 井出薫 - 第7、13、20回（※感想文ノ予告人として）、22回（※スペシャルの予告人として）
- 原ひさ子 - 第8、10回
- 山口美也子 - 第9、18回
- 赤座美代子 - 第15、16回
- 石橋蓮司 - 第17回
- 范文雀 - 第19、21回

## 予告編映像のキャスト（五十音順）
- 浅野麻衣子
- 井出薫
- 大川栄子
- 大沢健
- 大高洋夫
- 大村彩子
- 緒川たまき
- 小木茂光
- 古坂和仁（古坂大魔王：元 底ぬけAIR-LINE）
- 桜金造
- 椎名桔平
- 段田安則
- 茅野佐智恵
- ともさかりえ
- 中山博子
- 二瓶鮫一
- 袴田吉彦
- 日村勇紀（バナナマン）
- 宝生舞
- 水島かおり
- 村島亮（村島リョウ：元 底ぬけAIR-LINE）

ほか

## 番組構成（基本パターン）
- 予告編放映（文學作品の予告編映像の放映）
- 文學ノ予告人登場
- 名科白集（作品中の印象的なセリフがテロップで流れる）
- 登場スル人物（作品中の登場人物の紹介。個性的な「先生」が解説する）
- 作品中のワンシーンを無声映画化
- 予告人によるひとこと
- 名科白集（2回目）
- 作品ノ解説（再び「先生」が登場）
- 予告人によるひとこと（2回目）
- 作品中のワンシーンを無声映画化（2回目）
- 予告人によるひとこと（3回目）
- 予告編再放映（1回目と同じ内容）
- エンディング（文學ノ予告人による解禁宣言と冒頭部分の朗読）

## 放送リスト
- 備考欄の※印は、フジテレビ739において権利上の理由で再放送されなかった回

| 回     | 放送日        | テーマ                                                                                | 備考 |
| ------ | ------------- | ------------------------------------------------------------------------------------- | ---- |
| 第1回  | 1994年4月12日 | 「友情」（武者小路実篤） 「日本文学史上、最も健全な青春恋愛小説!!」                   |      |
| 第2回  | 1994年4月19日 | 「三四郎」（夏目漱石） 「日本文学史上に燦然と輝く、青春小説の金字塔!!」               |      |
| 第3回  | 1994年5月3日  | 「みずうみ」（川端康成） 「日本文学史上、最もスリリングな知的冒険小説!!」             |      |
| 第4回  | 1994年5月10日 | 「人間失格」（太宰治） 「日本文学史上、最も壮絶な魂の叫び!!」                         |      |
| 第5回  | 1994年5月17日 | 「雁」（森鷗外） 「日本文学史上、最も痛切な青春のノスタルジー!!」                     |      |
| 第6回  | 1994年5月24日 | 「蓼喰う虫」（谷崎潤一郎） 「日本文学史上に妖しく輝く、谷崎美学の珠玉作!!」           |      |
| 第7回  | 1994年5月31日 | 第1回読書感想文スペシャル                                                             |      |
| 第8回  | 1994年6月7日  | 「オリンポスの果実」（田中英光） 「日本文学史上、究極の告白日記小説!!」               |      |
| 第9回  | 1994年6月14日 | 「蒲団」（田山花袋） 「日本文学史上“近代”をもたらした自然主義の快作!!」               |      |
| 第10回 | 1994年6月28日 | 「箱男」（安部公房） 「日本文学史上、最も先鋭なる前衛官能小説!!」                     | ※    |
| 第11回 | 1994年7月5日  | 「野菊の墓」（伊藤左千夫） 「日本文学史上、究極の純愛失恋小説!!」                     |      |
| 第12回 | 1994年7月12日 | 「斜陽」（太宰治） 「戦後最初のベストセラー!!太宰文学の集大成!!」                     |      |
| 第13回 | 1994年8月2日  | 第2回読書感想文スペシャル                                                             | ※    |
| 第14回 | 1994年8月9日  | 「美徳のよろめき」（三島由紀夫） 「日本文学史上、他の追従を許さぬ耽美主義の傑作!!」   | ※    |
| 第15回 | 1994年8月16日 | 「夢十夜」（夏目漱石） 「日本文学史上、不滅の夢語り!!」                               |      |
| 第16回 | 1994年8月23日 | 「老妓抄」（岡本かの子） 「日本文学史上、屈指の名短編!!」                             |      |
| 第17回 | 1994年8月30日 | 「朝雲」（川端康成） 「日本文学史上、最も純潔なる青春少女小説!!」                     |      |
| 第18回 | 1994年9月6日  | 「青年」（森鴎外） 「日本文学史上、最高の青春教養小説!!」                             |      |
| 第19回 | 1994年9月13日 | 「或る少女の死まで」（室生犀星） 「詩壇の鬼才が放つ、日本文学史上最も純粋な自叙伝!!」 | ※    |
| 第20回 | 1994年9月20日 | 第3回読書感想文スペシャル                                                             | ※    |
| 第21回 | 1994年9月27日 | 「浮雲」(二葉亭四迷) 「日本近代文学の幕あけを飾る記念すべき第一作!!」                 |      |
| 第22回 | 1994年10月4日 | 文學ト云フ事スペシャル                                                                | ※    |

## テーマ曲
- オープニング
  - THE金鶴 「『文學ト云フ事』オープニングテーマ」（アルバム『THE金鶴』所収）
- エンディング
  - 原田知世『T'en va pas』
  - 大貫妙子『彼と彼女のソネット』（上記『T'en va pas』の日本語詞版）　※最終回のみ

## スタッフ
- 企画：鈴木吉弘（フジテレビ）、齋藤秋水（フジテレビ）
- 構成：高瀬真尚、古井知克
- 音楽：佐々木貴
- 撮影：佐々木秀夫、大高明毅
- 照明：マーク磯野
- 編集：石山新
- 整音：飯野和義（オムニバスジャパン）
- 音響効果：成岡知弘（ジーワン→フリー）
- タイトルデザイン：秋山ぐぎ
- 演出補：長沢雅彦、石井秀浩
- 演出：片岡K
- プロデュース：小島美佳（ジーワン）
- 制作：フジテレビ、ジーワン

### 協力
- 武者小路辰子（武者小路実篤の三女）
- 川端康成記念会
- 津島美知子（太宰治の妻）
- 観世恵美子（谷崎潤一郎の養女〔谷崎の3人目の妻・松子の娘〕）
- 田中英一郎（田中英光の長男）
- 真能ねり（安部公房の長女〔一人娘〕）
- 平岡瑤子（三島由紀夫の妻）
- 室生朝子（室生犀星の長女）
- 新潮文庫
- 木挽社
- 宮武里美